# 北川都喜子
北川 都喜子（きたがわ ときこ、旧芸名：北川 富紀子〈読み方同じ〉、1986年12月2日 - ）は、日本の女優、女性ファッションモデル、タレント。
大阪府出身。愛称はトッキー。元プラチナムプロダクション所属で、事務所移籍を経て現在はキャストパワー所属。

## 略歴
- 関西外国語大学短期大学部卒[3]。2007年からグルーヴエンターテイメントに所属し、関西地方を基盤にモデル・タレント活動をしていたが[2]、2010年に活動の拠点を東京に移したのを機にプラチナムプロダクションに移籍。同年、双葉社から新創刊されたファッション雑誌『EDGE STYLE』のモデルとなる[2]。2010年11月、プラチナム所属の菜々緒の後任として、『2011年度三愛水着イメージガール』に就任。
- 2019年1月、キャストパワーに移籍し「北川 都喜子」に改名したことを自身のTwitterで発表した[4]。
- 2023年8月、YouTube 北川都喜子のTOKI Channel を始める。
- 2024年 米国映画『One Night in Tokyo』で自身初の主演を務める。

## 人物
- 趣味は映画鑑賞、マリンスポーツ、スノーボード。
- 特技はスノーボード、ネイルアート。
- 留学経験無しで英語を習得しており、日本を拠点にしながら香港や台湾、シンガポールでもモデルとして多数の経歴あり。現在は日本やアメリカの映画、ドラマなどで女優として活動している。
- 1歳上の姉がいる[5]。
- prediaの村上瑠美奈[6] と仲が良い[7]。女優として自身初の海外作品で初主演の米国映画『One Night in Tokyo』ではリアル友達役として村上瑠美奈を推薦し共演している。
- 俳優活動と並行して運営しているYouTube 北川都喜子のTOKI Channel ではゲーム実況や観光地の紹介などをしている。

## 出演

### 映画
■One Night in Tokyo - 2024年 Joshua Woodcock 監督 - ヒロイン AYAKA役 （カリフォルニア Cinequest 映画祭選出作品)

### テレビ
- DRESS（毎日放送）
- 今ちゃんの「実は…」（朝日放送テレビ）
- ビーバップ!ハイヒール（朝日放送テレビ）
- ニッポン・ダンディ（東京メトロポリタンテレビジョン、2013年4月 - 9月） - 火曜バーディ
- ヨソで言わんとい亭〜ココだけの話が聞ける（秘）料亭〜（テレビ東京、2014年10月 - ） - MCアシスタント・仲居 役（レギュラー）
- 私の年下王子さま - Winter Lovers（AbemaTV、2018年11月 - 2019年1月）

### テレビドラマ
ファースト・ペンギン! 第6・第9話（日本テレビ、2022年11月-） - いじめっ子の母親役
- 美咲ナンバーワン!!（日本テレビ、2011年1月 - ） - キャバクラ嬢 役
- POWER GAME〜パワーゲーム〜 第1・第2話（NHK BSプレミアム、2013年8月10日・17日） - 蟹江りこ 役

### 舞台
- 海街diary（2022年3月30日 - 4月3日 シアターサンモール、4月9日 - 10日 ABCホール）

### その他
- 雑誌『EDGE STYLE』レギュラーモデル
- ファッションショー 『ガールズアワード』
- ファッションショー『関西ガールズコレクション』
- ファッションショー『FaCo 福岡アジアコレクション』